# Nangalkot
Nangalkot är ett underdistrikt i Bangladesh. Det ligger i den sydöstra delen av landet, 110 km sydost om huvudstaden Dhaka.
Trakten runt Nangalkot består till största delen av jordbruksmark. Runt Nangalkot är det mycket tätbefolkat, med 1 754 invånare per kvadratkilometer.